# Vikessjön
Vikessjön är en sjö i Örnsköldsviks kommun i Ångermanland och ingår i Idbyån-Moälvens kustområde. Sjön har en area på 0,129 kvadratkilometer och ligger 10 meter över havet. Sjön avvattnas av vattendraget Farestaån. Vid provfiske har bland annat abborre, braxen, gers och gädda fångats i sjön.

## Delavrinningsområde
Vikessjön ingår i det delavrinningsområde (702780-164802) som SMHI kallar för Mynnar i Öfjärden. Medelhöjden är 59 meter över havet och ytan är 11,95 kvadratkilometer. Räknas de 4 avrinningsområdena uppströms in blir den ackumulerade arean 53,04 kvadratkilometer. Farestaån som avvattnar avrinningsområdet har biflödesordning 2, vilket innebär att vattnet flödar genom totalt 2 vattendrag innan det når havet efter 3,7 kilometer. Avrinningsområdet består mestadels av skog (49 procent), öppen mark (18 procent) och jordbruk (21 procent). Avrinningsområdet har 0,19 kvadratkilometer vattenytor vilket ger det en sjöprocent på 1,5 procent. Bebyggelsen i området täcker en yta av 0,96 kvadratkilometer eller 8 procent av avrinningsområdet.

## Fisk
Vid provfiske har följande fisk fångats i sjön:
- Abborre
- Braxen
- Gärs
- Gädda
- Löja
- Mört